# Music Lovers
『KDDI presents Music Lovers〜一夜限りのスペシャルライブ〜』（ケーディーディーアイ・プレゼンツ・ミュージック・ラヴァーズ いちやかぎりのスペシャルライブ）は、2006年10月1日から2013年3月31日まで日本テレビで、毎週日曜23:30 - 23:55（JST）に放送された音楽番組。新聞のラテ欄には『Mラバ』もしくは『Mラバーズ』と表記されていた。

## 概要
キャッチコピーは、「ステージ（舞台）とオーディエンス（観衆）が共有する、きらめく瞬間」。
提供スポンサーは、KDDI一社単独。毎週1組の著名なアーティストが、「Music Lovers」という架空のライブハウス（スタジオ）でスペシャルライブを披露する。曲の間のトークでは、「Guest Lovers」と呼ばれる2人（組）のタレントが、そのアーティストへの思い入れを語る。
現在の地上デジタル放送ではハイビジョン制作で放送されているが、かつてのアナログ放送ではレターボックス状態で放送されており、放送中の番組タイトル・曲名が上下の黒枠のスペースに表示されていた。
なお、この番組の舞台裏を披露する『Music Lovers for EZ』がEZチャンネルにて毎週日曜日に配信されている。
近年あまりテレビ出演のないスターダストレビューや世界的人気を誇るアヴリル・ラヴィーンのような大物歌手の誘致にも成功している。
また、本番組の特別番組として、2008年3月20日19:00 - 20:54に『ドリームライブ2008』が放送された。この番組は『モクスペ』の一企画としての放送ではないため、『モクスペ』の名前を外しての放送となったが、『モクスペ』の放送がないテレビ大分とテレビ宮崎では放送されなかった。
当番組のクロスプログラムの放送は直前番組である『ダウンタウンのガキの使いやあらへんで!!』が同時ネットで放送されている場合のみ。
2013年（平成25年）3月31日を以って放送終了。後番組は『LIVE MONSTER』。

## 出演者
- 赤坂泰彦（案内役・ナビゲーター）
  - 提供読み、および番組途中に挿入されるKDDIのインフォマーシャルも担当している。

## スタッフ
- 構成 : 舘川範雄、石原健次、藤井靖大
- TM : 古川誠一
- SW : 蔦佳樹（以前はカメラ）、安藤康一
- カメラ : 鎌倉和由
- 音声 : 川合亮、原秀彰
- 照明 : 谷田部恵美
- VE : 鈴木昭博
- 美術 : 林健一
- デザイン : 栗原純二
- 大道具 : 才原裕二
- 小道具 : 高橋吉彦、丸山善之、伊沢英樹
- 電飾 : 西本敬
- 特効 : 内山栄一
- スタイリスト : 倉科裕子
- 技術協力 : NiTRO
- 美術協力 : 日テレアート
- 編集 : 関井昭男、北代昇司
- MA : 赤羽充
- TK : 桜井えみこ
- 音効 : 岡崎宏
- 音楽コーディネーター : 本橋武夫
- CG : 守屋健太郎
- デスク : 小原麻実
- 広報 : 永井晶子
- 営業 : 高橋雄一
- デジタル制作 : 芦川剛史、加藤健太、岡部憲道
- AP : 森下典子、高尾あずみ
- ディレクター : 久保田克重、花蔭篤、利根川広毅、阿部聡、星野克己、比嘉智樹、井上尚也、川口信洋、久木野大、新井章司
- プロデューサー : 前田直敬、黒岩敏一、吉田一浩
- 演出・プロデューサー : 江成真二
- チーフプロデューサー : 藤井淳
- 制作協力 : エムファーム、ゴッドキッズ
- 製作著作：日本テレビ

### 過去のスタッフ
- 音声 : 村上正
- 編成 : 毛利忍
- 広報 : 柳沢典子、西室由佳里
- 営業 : 夏目充博、松本浩明
- デジタル制作 : 尾　賢哉、今井大輔、岩田宜之、中島大輔
- AP : 森田真由美
- ディレクター : 浜村俊郎
- プロデューサー : 日向野明
- チーフプロデューサー : 土屋泰則

## ネット局
○＝クロスプログラムあり、△＝『ガキ使』が時差ネットになった場合はなし、×＝クロスプログラムなし
| 放送対象地域   | 放送局                      | 系列                                         | 放送日時             | クロスプログラム |
| -------------- | --------------------------- | -------------------------------------------- | -------------------- | ---------------- |
| 関東広域圏     | 日本テレビ (NTV) 【制作局】 | 日本テレビ系列                               | 日曜日 23:30 - 23:55 | ○                |
| 北海道         | 札幌テレビ (STV)            | 日本テレビ系列                               | 日曜日 23:30 - 23:55 | △                |
| 青森県         | 青森放送 (RAB)              | 日本テレビ系列                               | 日曜日 23:30 - 23:55 | △                |
| 岩手県         | テレビ岩手 (TVI)            | 日本テレビ系列                               | 日曜日 23:30 - 23:55 | ×                |
| 宮城県         | ミヤギテレビ (MMT)          | 日本テレビ系列                               | 日曜日 23:30 - 23:55 | ○                |
| 秋田県         | 秋田放送 (ABS)              | 日本テレビ系列                               | 日曜日 23:30 - 23:55 | ×                |
| 山形県         | 山形放送 (YBC)              | 日本テレビ系列                               | 日曜日 23:30 - 23:55 | ○                |
| 福島県         | 福島中央テレビ (FCT)        | 日本テレビ系列                               | 日曜日 23:30 - 23:55 | ○                |
| 山梨県         | 山梨放送 (YBS)              | 日本テレビ系列                               | 日曜日 23:30 - 23:55 | ○                |
| 新潟県         | テレビ新潟 (TeNY)           | 日本テレビ系列                               | 日曜日 23:30 - 23:55 | ○                |
| 長野県         | テレビ信州 (TSB)            | 日本テレビ系列                               | 日曜日 23:30 - 23:55 | △                |
| 静岡県         | 静岡第一テレビ (SDT)        | 日本テレビ系列                               | 日曜日 23:30 - 23:55 | ○                |
| 富山県         | 北日本放送 (KNB)            | 日本テレビ系列                               | 日曜日 23:30 - 23:55 | ○                |
| 石川県         | テレビ金沢 (KTK)            | 日本テレビ系列                               | 日曜日 23:30 - 23:55 | ○                |
| 福井県         | 福井放送 (FBC)              | 日本テレビ系列 テレビ朝日系列                | 日曜日 23:30 - 23:55 | ×                |
| 中京広域圏     | 中京テレビ (CTV)            | 日本テレビ系列                               | 日曜日 23:30 - 23:55 | ×                |
| 近畿広域圏     | 読売テレビ (ytv)            | 日本テレビ系列                               | 日曜日 23:30 - 23:55 | ×                |
| 鳥取県・島根県 | 日本海テレビ (NKT)          | 日本テレビ系列                               | 日曜日 23:30 - 23:55 | ○                |
| 広島県         | 広島テレビ (HTV)            | 日本テレビ系列                               | 日曜日 23:30 - 23:55 | ×                |
| 山口県         | 山口放送 (KRY)              | 日本テレビ系列                               | 日曜日 23:30 - 23:55 | △                |
| 徳島県         | 四国放送 (JRT)              | 日本テレビ系列                               | 日曜日 23:30 - 23:55 | ×                |
| 香川県・岡山県 | 西日本放送 (RNC)            | 日本テレビ系列                               | 日曜日 23:30 - 23:55 | ○                |
| 愛媛県         | 南海放送 (RNB)              | 日本テレビ系列                               | 日曜日 23:30 - 23:55 | ○                |
| 高知県         | 高知放送 (RKC)              | 日本テレビ系列                               | 日曜日 23:30 - 23:55 | △                |
| 福岡県         | 福岡放送 (FBS)              | 日本テレビ系列                               | 日曜日 23:30 - 23:55 | ×                |
| 長崎県         | 長崎国際テレビ (NIB)        | 日本テレビ系列                               | 日曜日 23:30 - 23:55 | ○                |
| 熊本県         | くまもと県民テレビ (KKT)    | 日本テレビ系列                               | 日曜日 23:30 - 23:55 | ○                |
| 大分県         | テレビ大分 (TOS)            | 日本テレビ系列 フジテレビ系列                | 日曜日 23:30 - 23:55 | ○                |
| 宮崎県         | テレビ宮崎 (UMK)            | フジテレビ系列 日本テレビ系列 テレビ朝日系列 | 日曜日 23:30 - 23:55 | ×                |
| 鹿児島県       | 鹿児島読売テレビ (KYT)      | 日本テレビ系列                               | 日曜日 23:30 - 23:55 | ○                |

## Mラバ+
番組と連動するアプリで、コメント動画や次回予告動画などが見ることができる。Android専用のアプリとなっており、この他にauスマートパス利用者専用のMラバ+ for auスマートパスもある。こちらでは通常版にはないプレゼントの応募や、番組観覧募集もできる。